# Cobon
Coubon és un municipi francès situat al departament de l'Alt Loira i a la regió d'Alvèrnia-Roine-Alps. L'any 2007 tenia 3.048 habitants.

## Demografia

### Població
El 2007 la població de fet de Coubon era de 3.048 persones. Hi havia 1.162 famílies de les quals 243 eren unipersonals (101 homes vivint sols i 142 dones vivint soles), 370 parelles sense fills, 484 parelles amb fills i 65 famílies monoparentals amb fills.
La població ha evolucionat segons el següent gràfic:
Habitants censats

### Habitatges
El 2007 hi havia 1.329 habitatges, 1.171 eren l'habitatge principal de la família, 88 eren segones residències i 70 estaven desocupats. 1.247 eren cases i 77 eren apartaments. Dels 1.171 habitatges principals, 989 estaven ocupats pels seus propietaris, 152 estaven llogats i ocupats pels llogaters i 31 estaven cedits a títol gratuït; 2 tenien una cambra, 30 en tenien dues, 125 en tenien tres, 375 en tenien quatre i 638 en tenien cinc o més. 963 habitatges disposaven pel capbaix d'una plaça de pàrquing. A 429 habitatges hi havia un automòbil i a 684 n'hi havia dos o més.

### Piràmide de població
La piràmide de població per edats i sexe el 2009 era:
| Homes | Edats   | Dones |
| ----- | ------- | ----- |
| 0     | 95 o +  | 0     |
| 4     | 90 a 94 | 24    |
| 16    | 85 a 89 | 36    |
| 0     | 80 a 84 | 12    |
| 32    | 75 a 79 | 44    |
| 40    | 70 a 74 | 60    |
| 44    | 65 a 69 | 48    |
| 88    | 60 a 64 | 64    |
| 88    | 55 a 59 | 84    |
| 116   | 50 a 54 | 100   |
| 124   | 45 a 49 | 120   |
| 100   | 40 a 44 | 96    |
| 120   | 35 a 39 | 124   |
| 84    | 30 a 34 | 84    |
| 108   | 25 a 29 | 76    |
| 48    | 20 a 24 | 36    |
| 100   | 15 a 19 | 68    |
| 120   | 10 a 14 | 92    |
| 84    | 5 a 9   | 128   |
| 76    | 0 a 4   | 52    |

## Economia
El 2007 la població en edat de treballar era de 2.000 persones, 1.503 eren actives i 497 eren inactives. De les 1.503 persones actives 1.415 estaven ocupades (736 homes i 679 dones) i 87 estaven aturades (36 homes i 51 dones). De les 497 persones inactives 216 estaven jubilades, 182 estaven estudiant i 99 estaven classificades com a «altres inactius».

### Ingressos
El 2009 a Coubon hi havia 1.209 unitats fiscals que integraven 3.148,5 persones, la mediana anual d'ingressos fiscals per persona era de 19.037 €.

### Activitats econòmiques
Dels 94 establiments que hi havia el 2007, 5 eren d'empreses extractives, 3 d'empreses alimentàries, 7 d'empreses de fabricació d'altres productes industrials, 25 d'empreses de construcció, 16 d'empreses de comerç i reparació d'automòbils, 4 d'empreses de transport, 3 d'empreses d'hostatgeria i restauració, 1 d'una empresa d'informació i comunicació, 1 d'una empresa financera, 3 d'empreses immobiliàries, 6 d'empreses de serveis, 16 d'entitats de l'administració pública i 4 d'empreses classificades com a «altres activitats de serveis».
Dels 30 establiments de servei als particulars que hi havia el 2009, 1 era una oficina de correu, 1 funerària, 3 tallers de reparació d'automòbils i de material agrícola, 1 autoescola, 6 paletes, 1 guixaire pintor, 6 fusteries, 1 lampisteria, 5 electricistes, 2 perruqueries, 2 restaurants i 1 saló de bellesa.
Dels 3 establiments comercials que hi havia el 2009, 1 era una botiga de menys de 120 m², 1 una fleca i 1 una carnisseria.
L'any 2000 a Coubon hi havia 30 explotacions agrícoles que ocupaven un total de 696 hectàrees.

## Equipaments sanitaris i escolars
El 2009 hi havia 1 psiquiàtric i 1 farmàcia.
El 2009 hi havia 2 escoles maternals i 3 escoles elementals.

## Poblacions més properes
El següent diagrama mostra les poblacions més properes.